# Йост Бюрги
Йост Бюрги (на немски: Jost Bürgi, Jobst Bürgi) е швейцарски математик и астроном, производител на часовници.

## Биография
Роден е на 28 февруари 1552 година в Лихтенщайг, кантон Санкт Гален, Швейцария. От 1579 до 1604 г. е дворцов астроном на ландграф Вилхелм IV от Хесен в Касел. От 1604 до 1630 г. е на служба при император Рудолф II в Прага, където Йохан Кеплер е дворцов астроном. През 1631 г., година преди смъртта си, се връща обратно в Касел.
През 1585 г. Бюрги конструира в Касел за ландграф Вилхелм IV часовник с 3 стрелки. С този часовник за пръв път може да се мери секундата.
Умира на 31 януари 1632 година в Касел, Германия, на 79-годишна възраст.

## Признание
В негова чест е наречен лунният кратер Бюрги.